# پرچم میانمار
پرچم میانمار برای اولین بار در ۲۱ اکتبر ۲۰۱۰ به رسمیت شناخته شد. به‌عنوان پرچم ملی و نشان غیرنظامی و نشان استان شناخته می‌شود و همچنین دارای تناسب ۲:۳ می‌باشد. این پرچم دارای سه نوار افقی به ترتیب زرد و سبز و قرمز می‌باشد؛ لازم است ذکر شود که پرچم میانمار شبیه به پرچم لیتوانی اما با یک ستاره سفید در وسط است.

## نگارخانه